# Gonolobus martinicensis
Gonolobus martinicensis är en oleanderväxtart som beskrevs av Joseph Decaisne. Gonolobus martinicensis ingår i släktet Gonolobus och familjen oleanderväxter. Inga underarter finns listade i Catalogue of Life.